# 156
Năm 156 là một năm trong lịch Julius. 

## Sinh
- Mã Đằng một lãnh chúa ở Tây Lương thời Tam Quốc, cha của danh tướng Mã Siêu